# Nuwara Eliya (district)
Pour la ville, voir Nuwara Eliya.

Situation du district de Nuwara Eliya

Le district de Nuwara Eliya est un des 25 districts du Sri Lanka. Il est le plus au sud la province du Centre.
Il est limitrophe, au nord, du district de Kandy (province du Centre), à l'est du district de Badulla (province d'Uva), au sud du district de Ratnapura et à l'ouest du district de Kegalle (tous deux dans la province de Sabaragamuwa).

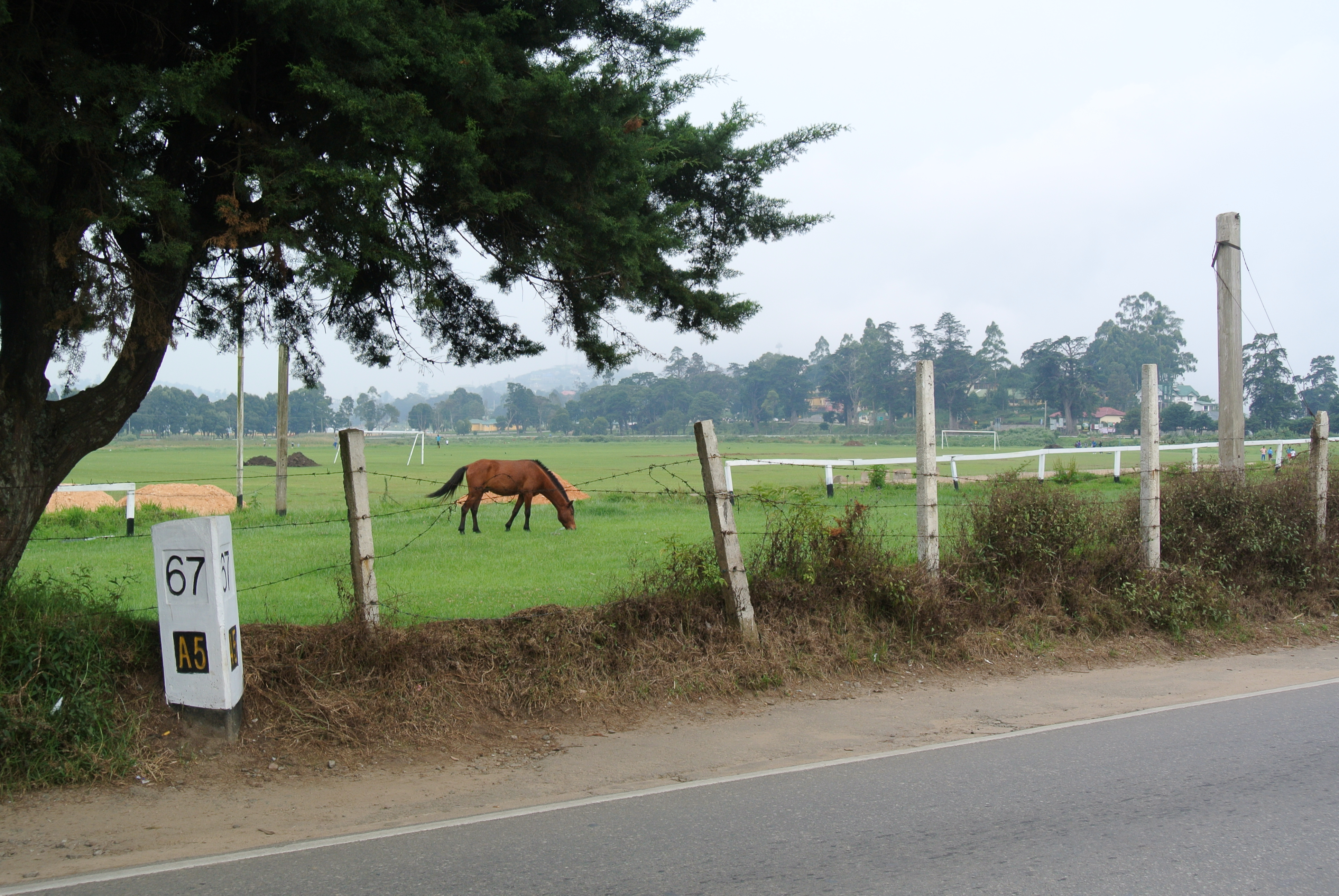
Balise sur l'autoroute A5 à Nuwara Eliya, cheval et course C

Sa superficie est de 1741 km² et sa population de 703 610 personnes (recensement de 2001). D'altitude relativement élevée, il a pour capitale la petite ville touristique de Nuwara Eliya.
Comme le district de Badulla, il est réputé pour son thé.

## Démographie
Selon le recensement de 2001, les 703 610 habitants étaient répartis comme suit :
- tamouls d'origine indienne : 50,61 %
- cinghalais : 40,2 %
- tamouls d'origine sri-lankaise : 6,5 %
- maures sri-lankais 2,4 %[1]

Ils déclaraient les religions suivantes :
- hindouisme : 51,0 %
- bouddhisme : 39,7 %
- catholicisme : 5 %
- islam : 2,7 %
- christianisme (hors catholicisme) : 1,5 %[2]